# Джойская писаница
Джо́йская писаница — памятник изобразительного искусства бронзового века Хакасии.
Писаница находилась на левом берегу реки Енисей, в 300 м выше устья реки Джой, на прибрежной гранитной скале, имевшей большой выступающий карниз. На вертикальной стенке и «потолке» были начертаны красной краской многочисленные изображения схематичных неоконтуренных антропоморфных личин и отдельных кружков, образующих своеобразный иконостас.
Памятник был открыт в начале XX века А. И. Булгаковым. В 1963—1965 её изображения срисовывал А. Н. Липский. Писаница датируется первой половиной II тыс. до н. э. Джойская писаница была затоплена водохранилищем с вводом в строй Саяно-Шушенской ГЭС. Помимо неё, известны еще три наскальных «иконостаса» с изображениями личин джойского типа. Два из них находятся в горной тайге (Малоарбатская и Кундусукская писаницы), третий — в устье р. Тубы. Несколько личин такого типа выбито и на каменных стелах. Их смысловое значение остается неясным. Л. Р. Кызласов трактует их как изображения водяных духов.